# Небелевка
Небеле́вка (укр. Небелівка) — село в Подвысоцкой сельской общине Голованевского района Кировоградской области Украины.
До 2020 года входило в Новоархангельский район
Население по переписи 2001 года составляло 713 человек. Почтовый индекс — 26121. Телефонный код — 5255. Код КОАТУУ — 3523683201.

## Трипольское поселение
На территории села Небелевка находится одно из крупнейших поселений людей в Древней Европе середины ІV тысячелетия до нашей эры — трипольское поселение Небелевка (Небелівка) площадью ок. 320 га. Были открыты остатки храмового комплекса площадью ок. 1200 м² с семью алтарями. Возникло разделение труда — как внутри поселений (кремнеобработка, гончарство, ткачество, металлообработка), так и между территориями (в первую очередь добыча сырья — меди, кремня и его первичная переработка). Летом в Небелевку стекались целыми семьями жители небольших поселений в радиусе 100 км. Она функционировала как место ритуальных собраний. Сюда приносили с собой вещи, посуду, еду, пригоняли домашних животных. Здесь совершали совместные ритуалы. Предварительно строили дома собраний и храмы, оборудовали площадь для всенародных торжеств, сооружали заградительный ров. Для проживания возводили жилые дома, которые сжигали после одного или нескольких посещений. Зимой в Небелевке оставалось жить небольшое число людей.

## Известные уроженцы
- Гришко, Павел Саввович — Герой Советского Союза.